# میکائل آمیربکیان
میکائل آرشاکی آمیربکیان (ارمنی: Միքայել Արշակի Ամիրբեկյան؛ زادهٔ ۳۰ ژانویهٔ ۱۹۲۳ - درگذشته ۲۸ دسامبر ۱۹۸۳) نویسنده و روزنامه‌نگار ارمنستان بود. وی از دانشگاه دولتی ایروان فارغ‌التحصیل شد.

## کتابشناسی
- رمان تاریخی «Վերջին հողակտորի վրա» (دو جلد ۱۹۷۳-۱۹۷۹ درباره نبرد سارداراباد و نبرد باش‌آپاران)